# Tigran Barseghian
Tigran Barseghian (orm. Տիգրան Բարսեղյան; ur. 22 września 1993 w Erywaniu) – ormiański piłkarz występujący na pozycji skrzydłowego w słowackim klubie Slovan Bratysława  oraz w reprezentacji Armenii.

## Kariera klubowa

### Gandzasar Kapan
6 lipca 2011 podpisał kontrakt z ormiańskim klubem Gandzasar Kapan. Zadebiutował 14 września 2011 w meczu Barcragujn chumb przeciwko Piunik Erywań (1:2). Pierwszą bramkę zdobył 2 sierpnia 2015 w meczu ligowym przeciwko Szirak Giumri (2:1).

### Mika Erywań
20 stycznia 2014 przeszedł do drużyny Mika Erywań. Zadebiutował 1 marca 2014 w meczu Barcragujn chumb przeciwko Piunik Erywań (4:0). Pierwszą bramkę zdobył 23 marca 2014 w meczu ligowym przeciwko Alaszkert Erywań (0:1).

### Wardar Skopje
26 sierpnia 2016 podpisał kontrakt z północnomacedońskim klubem Wardar Skopje. Zadebiutował 19 lutego 2017 w meczu Prwa liga przeciwko KF Shkupi (3:0). Pierwszą bramkę zdobył 26 lutego 2017 w meczu ligowym przeciwko Shkëndija Tetowo (3:1). W sezonie 2016/17 jego zespół zajął pierwsze miejsce w tabeli i zdobył mistrzostwo Macedonii Północnej. W kwalifikacjach do Ligi Mistrzów zadebiutował 12 lipca 2017 w meczu przeciwko Malmö FF (1:1). W fazie grupowej Ligi Europy zadebiutował 14 września 2017 w meczu przeciwko Zenitowi Petersburg (0:5).

### Kajsar Kyzyłorda
24 stycznia 2019 przeszedł do kazachskiej drużyny Kajsar Kyzyłorda. Zadebiutował 10 marca 2019 w meczu Priemjer Ligasy przeciwko FK Atyrau (0:1). Pierwszą bramkę zdobył 5 maja 2019 w meczu ligowym przeciwko FK Aktöbe (1:3). W sezonie 2019 jego zespół zdobył Puchar Kazachstanu.

### FK Astana
13 stycznia 2020 podpisał kontrakt z drużyną FK Astana. Zadebiutował 29 lutego 2020 w meczu Superpucharu Kazachstanu przeciwko Kajsar Kyzyłorda (1:0). W Priemjer Ligasy zadebiutował 7 marca 2020 w meczu przeciwko Kyzyłżar Petropawł (4:0). Pierwszą bramkę zdobył 15 marca 2020 w meczu ligowym przeciwko Kaspij Aktau (2:3).

## Kariera reprezentacyjna

### Armenia U-21
W 2014 roku otrzymał powołanie do reprezentacji Armenii U-21. Zadebiutował 2 sierpnia 2014 w meczu towarzyskim przeciwko reprezentacji Iranu U-22 (0:0).

### Armenia
W 2016 roku otrzymał powołanie do reprezentacji Armenii. Zadebiutował 25 marca 2016 w meczu towarzyskim przeciwko reprezentacji Białorusi (0:0). Pierwszą bramkę zdobył 1 czerwca 2016 w meczu towarzyskim przeciwko reprezentacji Salwadoru (0:4).

## Statystyki

### Klubowe
(aktualne na dzień 21 grudnia 2020)
| Klub               | Sezon              | Liga               | Liga  | Liga   | Puchar kraju | Puchar kraju | Europa | Europa | Inne  | Inne   | Suma  | Suma   |
| Klub               | Sezon              | Liga               | Mecze | Bramki | Mecze        | Bramki       | Mecze  | Bramki | Mecze | Bramki | Mecze | Bramki |
| ------------------ | ------------------ | ------------------ | ----- | ------ | ------------ | ------------ | ------ | ------ | ----- | ------ | ----- | ------ |
| Gandzasar Kapan    | 2011               | Barcragujn chumb   | 1     | 0      | 0            | 0            | –      | –      | –     | –      | 1     | 0      |
| Gandzasar Kapan    | 2012/13            | Barcragujn chumb   | 1     | 0      | 0            | 0            | –      | –      | –     | –      | 1     | 0      |
| Gandzasar Kapan    | Ogólnie            | Ogólnie            | 2     | 0      | 0            | 0            | 0      | 0      | 0     | 0      | 2     | 0      |
| Mika Erywań        | 2013/14            | Barcragujn chumb   | 14    | 4      | 2            | 0            | –      | –      | –     | –      | 16    | 4      |
| Mika Erywań        | 2014/15            | Barcragujn chumb   | 24    | 5      | 5            | 1            | 2      | 0      | –     | –      | 31    | 6      |
| Mika Erywań        | Ogólnie            | Ogólnie            | 38    | 9      | 7            | 1            | 2      | 0      | 0     | 0      | 47    | 10     |
| Gandzasar Kapan    | 2015/16            | Barcragujn chumb   | 21    | 4      | 4            | 0            | –      | –      | –     | –      | 25    | 4      |
| Gandzasar Kapan    | Ogólnie            | Ogólnie            | 21    | 4      | 4            | 0            | 0      | 0      | 0     | 0      | 25    | 4      |
| Wardar Skopje      | 2016/17            | Prwa liga          | 16    | 7      | 0            | 0            | 0      | 0      | –     | –      | 16    | 7      |
| Wardar Skopje      | 2017/18            | Prwa liga          | 31    | 9      | 0            | 0            | 12     | 2      | –     | –      | 43    | 11     |
| Wardar Skopje      | 2018/19            | Prwa liga          | 7     | 4      | 0            | 0            | 2      | 0      | –     | –      | 9     | 4      |
| Wardar Skopje      | Ogólnie            | Ogólnie            | 54    | 20     | 0            | 0            | 14     | 2      | 0     | 0      | 68    | 22     |
| Kajsar Kyzyłorda   | 2019               | Priemjer Ligasy    | 29    | 12     | 4            | 2            | –      | –      | –     | –      | 33    | 14     |
| Kajsar Kyzyłorda   | Ogólnie            | Ogólnie            | 29    | 12     | 4            | 2            | 0      | 0      | 0     | 0      | 33    | 14     |
| FK Astana          | 2020               | Priemjer Ligasy    | 18    | 3      | 3            | 2            | 0      | 0      | 1     | 0      | 22    | 5      |
| FK Astana          | Ogólnie            | Ogólnie            | 18    | 3      | 3            | 2            | 2      | 0      | 1     | 0      | 24    | 5      |
| Ogólnie w karierze | Ogólnie w karierze | Ogólnie w karierze | 162   | 48     | 18           | 5            | 18     | 2      | 1     | 0      | 199   | 55     |

### Reprezentacyjne
(aktualne na dzień 21 grudnia 2020)
| Reprezentacja | Rok     | Mecze | Bramki |
| ------------- | ------- | ----- | ------ |
| Armenia U-21  |         |       |        |
| 2014          | 4       | 0     |        |
| Ogólnie       | Ogólnie | 4     | 0      |
| Armenia       |         |       |        |
| 2016          | 3       | 1     |        |
| 2017          | 8       | 0     |        |
| 2018          | 8       | 1     |        |
| 2019          | 9       | 3     |        |
| 2020          | 6       | 1     |        |
| Ogólnie       | Ogólnie | 34    | 6      |

| Mecze i gole w reprezentacji | Mecze i gole w reprezentacji | Mecze i gole w reprezentacji | Mecze i gole w reprezentacji | Mecze i gole w reprezentacji | Mecze i gole w reprezentacji | Mecze i gole w reprezentacji | Mecze i gole w reprezentacji |
| Armenia U-21                 | Armenia U-21                 | Armenia U-21                 | Armenia U-21                 | Armenia U-21                 | Armenia U-21                 | Armenia U-21                 | Armenia U-21                 |
| Lp.                          | Data                         | Miejsce                      | Gospodarz                    | Gość                         | Wynik                        | Gol                          | Rozgrywki                    |
| ---------------------------- | ---------------------------- | ---------------------------- | ---------------------------- | ---------------------------- | ---------------------------- | ---------------------------- | ---------------------------- |
| 1.                           | 02.08.2014                   | Erywań                       | Armenia U-21                 | Iran U-22                    | 0:0                          |                              | Mecz towarzyski              |
| 2.                           | 04.08.2014                   | Erywań                       | Armenia U-21                 | Iran U-22                    | 1:0                          |                              | Mecz towarzyski              |
| 3.                           | 03.09.2014                   | Reykjavík                    | Islandia U-21                | Armenia U-21                 | 4:0                          |                              | el. ME U-21 2015             |
| 4.                           | 09.09.2014                   | Erywań                       | Armenia U-21                 | Białoruś U-21                | 2:1                          |                              | el. ME U-21 2015             |
| Armenia                      |                              |                              |                              |                              |                              |                              |                              |
| Lp.                          | Data                         | Miejsce                      | Gospodarz                    | Gość                         | Wynik                        | Gol                          | Rozgrywki                    |
| 1.                           | 25.03.2016                   | Erywań                       | Armenia                      | Białoruś                     | 0:0                          |                              | Mecz towarzyski              |
| 2.                           | 28.05.2016                   | Carson                       | Gwatemala                    | Armenia                      | 1:7                          |                              | Mecz towarzyski              |
| 3.                           | 01.06.2016                   | Carson                       | Salwador                     | Armenia                      | 0:4                          | Gol                          | Mecz towarzyski              |
| 4.                           | 26.03.2017                   | Erywań                       | Armenia                      | Kazachstan                   | 2:0                          |                              | el. MŚ 2018                  |
| 5.                           | 04.06.2017                   | Erywań                       | Armenia                      | Saint Kitts i Nevis          | 5:0                          |                              | Mecz towarzyski              |
| 6.                           | 10.06.2017                   | Podgorica                    | Czarnogóra                   | Armenia                      | 4:1                          |                              | el. MŚ 2018                  |
| 7.                           | 01.09.2017                   | Bukareszt                    | Rumunia                      | Armenia                      | 1:0                          |                              | el. MŚ 2018                  |
| 8.                           | 04.09.2017                   | Erywań                       | Armenia                      | Dania                        | 1:4                          |                              | el. MŚ 2018                  |
| 9.                           | 05.10.2017                   | Erywań                       | Armenia                      | Polska                       | 1:6                          |                              | el. MŚ 2018                  |
| 10.                          | 09.11.2017                   | Erywań                       | Armenia                      | Białoruś                     | 4:1                          |                              | Mecz towarzyski              |
| 11.                          | 13.11.2017                   | Erywań                       | Armenia                      | Cypr                         | 3:2                          |                              | Mecz towarzyski              |
| 12.                          | 24.03.2018                   | Erywań                       | Armenia                      | Estonia                      | 0:0                          |                              | Mecz towarzyski              |
| 13.                          | 27.03.2018                   | Erywań                       | Armenia                      | Litwa                        | 0:1                          |                              | Mecz towarzyski              |
| 14.                          | 29.05.2018                   | Wattens                      | Malta                        | Armenia                      | 1:1                          |                              | Mecz towarzyski              |
| 15.                          | 04.06.2018                   | Kematen in Tirol             | Mołdawia                     | Armenia                      | 0:0                          |                              | Mecz towarzyski              |
| 16.                          | 06.09.2018                   | Erywań                       | Armenia                      | Liechtenstein                | 2:1                          | Gol                          | Liga Narodów UEFA            |
| 17.                          | 09.09.2018                   | Skopje                       | Macedonia Północna           | Armenia                      | 2:0                          |                              | Liga Narodów UEFA            |
| 18.                          | 13.10.2018                   | Erywań                       | Armenia                      | Gibraltar                    | 0:1                          |                              | Liga Narodów UEFA            |
| 19.                          | 16.10.2018                   | Erywań                       | Armenia                      | Macedonia Północna           | 4:0                          |                              | Liga Narodów UEFA            |
| 20.                          | 26.03.2019                   | Erywań                       | Armenia                      | Finlandia                    | 0:2                          |                              | el. ME 2020                  |
| 21.                          | 08.06.2019                   | Erywań                       | Armenia                      | Liechtenstein                | 3:0                          | Gol                          | el. ME 2020                  |
| 22.                          | 11.06.2019                   | Ateny                        | Grecja                       | Armenia                      | 2:3                          | Gol                          | el. ME 2020                  |
| 23.                          | 05.09.2019                   | Erywań                       | Armenia                      | Włochy                       | 1:3                          |                              | el. ME 2020                  |
| 24.                          | 08.09.2019                   | Erywań                       | Armenia                      | Bośnia i Hercegowina         | 4:2                          |                              | el. ME 2020                  |
| 25.                          | 12.10.2019                   | Vaduz                        | Liechtenstein                | Armenia                      | 1:1                          | Gol                          | el. ME 2020                  |
| 26.                          | 15.10.2019                   | Turku                        | Finlandia                    | Armenia                      | 3:0                          |                              | el. ME 2020                  |
| 27.                          | 15.11.2019                   | Erywań                       | Armenia                      | Grecja                       | 0:1                          |                              | el. ME 2020                  |
| 28.                          | 18.11.2019                   | Palermo                      | Włochy                       | Armenia                      | 9:1                          |                              | el. ME 2020                  |
| 29.                          | 05.09.2020                   | Skopje                       | Macedonia Północna           | Armenia                      | 2:1                          | Gol                          | Liga Narodów UEFA            |
| 30.                          | 08.09.2020                   | Erywań                       | Armenia                      | Estonia                      | 2:0                          |                              | Liga Narodów UEFA            |
| 31.                          | 11.10.2020                   | Erywań                       | Armenia                      | Gruzja                       | 2:2                          |                              | Liga Narodów UEFA            |
| 32.                          | 14.10.2020                   | Tallinn                      | Estonia                      | Armenia                      | 1:1                          |                              | Liga Narodów UEFA            |
| 33.                          | 15.11.2020                   | Tbilisi                      | Gruzja                       | Armenia                      | 1:2                          |                              | Liga Narodów UEFA            |
| 34.                          | 18.11.2020                   | Erywań                       | Armenia                      | Macedonia Północna           | 1:0                          |                              | Liga Narodów UEFA            |

## Sukcesy

### Urartu Erywań
- Wicemistrzostwo Armenii (1×): 2011

### Wardar Skopje
- Mistrzostwo Macedonii Północnej (1×): 2016/2017
- Wicemistrzostwo Macedonii Północnej (1×): 2017/2018

### Kajsar Kyzyłorda
- Puchar Kazachstanu (1×): 2019

### FK Astana
- Superpuchar Kazachstanu (1×): 2020